# Alessandro Borghese - Celebrity Chef (quarta edizione)
La quarta edizione di Celebrity Chef va in onda a partire dal 10 marzo 2025 su TV8 dal lunedì al venerdì nella fascia preserale.
Riconfermati nel banco della giuria Maddalena Fossati e Andrea Aprea, insieme al conduttore Alessandro Borghese.
Non cambia nulla per quanto riguarda l'assegnazione della stella della sala, a differenza delle edizioni precedenti, ognuno dei tre giudici dispone di sei stelle (tre bianche e tre nere) per giudicare il VIP in gara assegnandogli il numero più consono alla prestazione culinaria presentata; alla fine della puntata, la celebrity con più stelle guadagnerà il titolo di Celebrity Chef.

## Puntate e ascolti

### Prima parte
| Puntata | Messa in onda  | Sfidanti              | Sfidanti           | Ascolti TV     | Ascolti TV |
| Puntata | Messa in onda  | Sfidanti              | Sfidanti           | Telespettatori | Share      |
| ------- | -------------- | --------------------- | ------------------ | -------------- | ---------- |
| 1       | 10 marzo 2025  | Cristina Parodi       | Roberto Parodi     | 501 000        | 2,3%       |
| 2       | 17 marzo 2025  | Aurora Ramazzotti     | Goffredo Cerza     | 417 000        | 2,0%       |
| 3       | 18 marzo 2025  | Giorgio Mastrota      | Natalia Mastrota   | 438 000        | 2,1%       |
| 4       | 19 marzo 2025  | Lory Del Santo        | Raimondo Todaro    | 476 000        | 2,4%       |
| 5       | 21 marzo 2025  | Martin Castrogiovanni | Ciccio Graziani    | 372 000        | 1,9%       |
| 6       | 24 marzo 2025  | BigMama               | Nicolò De Vitis    | 400 000        | 1,9%       |
| 7       | 26 marzo 2025  | Benjamin Mascolo      | Federico Rossi     | 368 000        | 1,8%       |
| 8       | 27 marzo 2025  | Antonella Elia        | Pietro Delle Piane | 373 000        | 1,8%       |
| 9       | 31 marzo 2025  | Debora Villa          | Mary Sarnataro     | 385 000        | 1,9%       |
| 10      | 1° aprile 2025 | Emanuela Folliero     | Gabriella Golia    | 412 000        | 2,0%       |